# Vlhovec červenokřídlý
Vlhovec červenokřídlý (Agelaius phoeniceus) je středně velký druh pěvce z čeledi vlhovcovitých (Icteridae).

## Popis
Samice dorůstají 17–18 cm a váží 36 g, samci jsou 22–24 cm dlouzí a jejich průměrná hmotnost činí 64 g.
Je sexuálně dimorfní; samci jsou celí černí s velkou červenou skvrnou na křídlech, z jedné strany ohraničenou silným žlutým pruhem. Samice jsou převážně hnědé se světlou, hustě černě pruhovanou spodinou těla.

## Rozšíření
Vlhovec červenokřídlý je široce rozšířen na většině severoamerického kontinentu. Hnízdí v rozmezí od Aljašky a Newfoundlandu jižně až po Floridu, Mexiko a Guatemalu, izolované populace se vyskytují také na západě El Salvadoru, na severozápadě Hondurasu a v severozápadní Kostarice. Severní populace jsou tažné se zimovišti na jihu Spojených států a v Mexiku, zatímco ptáci ze západní části severoamerického kontinentu a ze Střední Ameriky na svých hnízdištích setrvávají po celý rok. Obývá otevřené travnaté krajiny. Preferuje přitom mokřiny, a to jak se sladkou, tak i se slanou vodou. Dále se vyskytuje také v suchých náhorních oblastech, kde obývá louky, prérie a neudržovaná pole.

## Ekologie
Vlhovec červenokřídlý bývá při obraně svého teritoria velmi agresivní. Dokáže přitom napadnout i mnohem větší ptáky, než je on sám, např. vrány, havrany, straky, dravce či volavky.

### Potrava
Je všežravý. Živí se zejména semeny a hmyzem, ale požírá také žáby, ptačí vejce, mršiny, červy, pavouky a měkkýše.

### Hnízdění
Je polygamní, jeden samec obhajuje teritorium až s 10 samicemi. Na 3-6 denní stavbě miskovitého hnízda z travin a mechu, zpevněného hlínou a připevněného nejčastěji k rákosovým stéblům, se podílí samotná samice. V jedné snůšce bývají 3-4, zřídka i 5 zeleno-modrých, tmavě skvrnitých vajec. Na jejich 11-12 denní inkubaci se opět podílí pouze samice. Mláďata se líhnou slepá a neopeřená a hnízdo opouští po 11-14 dnech.